# Наттувангам
Наттувангам (натувангам) — искусство пения и одновременного произнесения слоговых ритмических проговоров, использующиеся для сопровождения танцоров индийского классического танца, одна из дисциплин древнего искусства Натьи, описанного в Натьяшастре.
Наттувангам — сценический счет, в котором используются особые сочетания слогов и букв, применяемые специально во время сценических (ранее — храмовых) выступлений танцоров индийского классического танца.
Традиция Наттвунгама широко распространена в южноиндийской традиции храмовых искусств.

### Обучение наттувангаму
Наттувангам — отдельная дисциплина, обучение которой включает:
1. Владение системой талама (счета) — традиционные уроки Сапта талам[2][3]
2. Обучение вокалу Карнатака
3. Произнесение слоговых проговоров на разных скоростях, с четкой дикцией, эмоциональной окраской и интонированием.
4. Владение манджирой — игре на небольших металлических тарелочках, посаженных на тугую веревку, смотанную по правилам, наличие которой убирает резонанс от игры тарелочек друг о друга и дает возможность удерживать их, легко меняя положение, угол наклона и способы извлечения ударов.

### Отличия от танцевального счета
Отличительной особенностью наттувангама от обычного танцевального счета, который используется при обучении классическому индийскому танцу, является сочетание слогов, создающих неповторимый колорит во время исполнения технической части танца.
Пример обучающего счета на 7:
та ки та + та ка ди ми = 3+4=7
Пример Натувангама на 7 счетов:
та ди нам+ такун тари кита така
така ди нам + такун тари кита така

### Запись и передача наттувангама
Традиционно обучение наттувангаму происходит по принципу шрути - прямой устной передачи от учителя ученику.
Сложность представляет запись Натувангама.
Как правило, визуально это полотно ритмических проговоров, скомбинированных по принципу фразировок: слоги записаны не с учетом талама (ритма), а с учетом эмоциональной окраски слогов, выстраивающихся в предложения и абзацы.
Пример записи:
Tam tam tam dim kita kita taka
Dim dim dim tom kita kita taka
Tom tom tom nam kita kita taka
Nam nam nam naka tari kita tom
Ta di tom nam Taka di tom nam
Dhalangu taka tadin gina tom
Ta tai ya tai
Tat ta ta-a
Такая запись не всегда совпадает с рисунком талама. Поэтому фрагменты повторяются по много раз вместе с талам (отбиванием ритма правой рукой), пока не запоминаются наизусть.

### Исполнители наттувангама
В традиции индийских храмовых искусств наттувангам — отдельная музыкальная специализация.
Наттуванар — музыкант, исполняющий наттувангам.